# Lawrence Monoson
Lawrence Monoson (ur. 11 sierpnia 1964 w Yonkers w stanie Nowy Jork) – amerykański aktor. Zadebiutował w 1982 roku rolą w kinowej komedii Ostatnia amerykańska dziewica. Występuje głównie w telewizji. Był nominowany do nagrody CableACE za rolę w filmie telewizyjnym And the Band Played On (1993).

## Filmografia
- 1982: Ostatnia amerykańska dziewica (The Last American Virgin) jako Gary
- 1984: Piątek, trzynastego IV: Ostatni rozdział (Friday the 13th: The Final Chapter) jako Ted
- 1985: Maska (Mask) jako Ben
- 1988: Niebezpieczna miłość (Dangerous Love) jako Gabe
- 1993: Star Trek: Deep Space Nine jako Hovarth
- 1993: And the Band Played On jako Chip
- 1994: Beverly Hills, 90210 jako Jonathan
- 1995: JAG – Wojskowe Biuro Śledcze (JAG) jako detektyw Axelrad
- 1996: Dotyk anioła (Touched by an Angel) jako Tony Du Bois
- 1999: Portret zabójcy (Profiler) jako Anthony Stevens
- 1999–2000: Ostry dyżur (ER) jako Dean Rollins
- 2000: Misja w czasie (Seven Days) jako Jack Dawes
- 2001: Star Trek: Enterprise (Enterprise) jako Matthew Ryan, pierwszy oficer
- 2003: Marines jako Larby
- 2004: Żołnierze kosmosu 2 (Starship Troopers 2: Hero of the Federation) jako porucznik Pavlov Dill
- 2005: 24 godziny (24) jako Gary